# Bahnhof Kehl
Der Bahnhof Kehl ist nach dem Bahnhof Offenburg der zweitwichtigste Bahnhof im baden-württembergischen Ortenaukreis und neben dem Bahnhof Kork einer von zwei Bahnhöfen der Stadt Kehl.

## Lage
Der Bahnhof Kehl liegt sehr zentral am Rande der Kehler Stadtmitte. Im Bahnhofsumfeld gibt es einige Einkaufsläden, darunter seit 2009 das „City Center Kehl“.
Nur 400 Meter entfernt befindet sich die Staatsgrenze zwischen Deutschland und Frankreich, was den Kehler Bahnhof zu einem Grenzbahnhof macht.
Hinter dem Bahnhof ist seit 2004 ein kostenloser Park-and-ride-Platz.
Östlich des Personenbahnhofs liegt der Güterbahnhof mit Überhol- und Abstellgleisen; auch der Anschluss der Hafenbahn erfolgt im Güterbahnhof.

## Geschichte
Durch den Bau der Eisenbahnbrücke über den Rhein im Jahre 1861 war es zum ersten Mal möglich, direkt mit der Eisenbahn von Paris nach Wien zu reisen. Der hierfür notwendige Lokwechsel wurde in Kehl durchgeführt.
Kurz vor dem Zweiten Weltkrieg lag Kehl in der so genannten „Roten Zone“ am Westwall, die bei Kriegsausbruch geräumt wurde. In der Nacht vom 3. auf den 4. September 1939 wurde die Kehler Bevölkerung mit Sonderzügen in den Schwarzwald evakuiert und durfte erst nach der Besetzung Frankreichs durch deutsche Truppen in ihre Heimat zurückkehren.

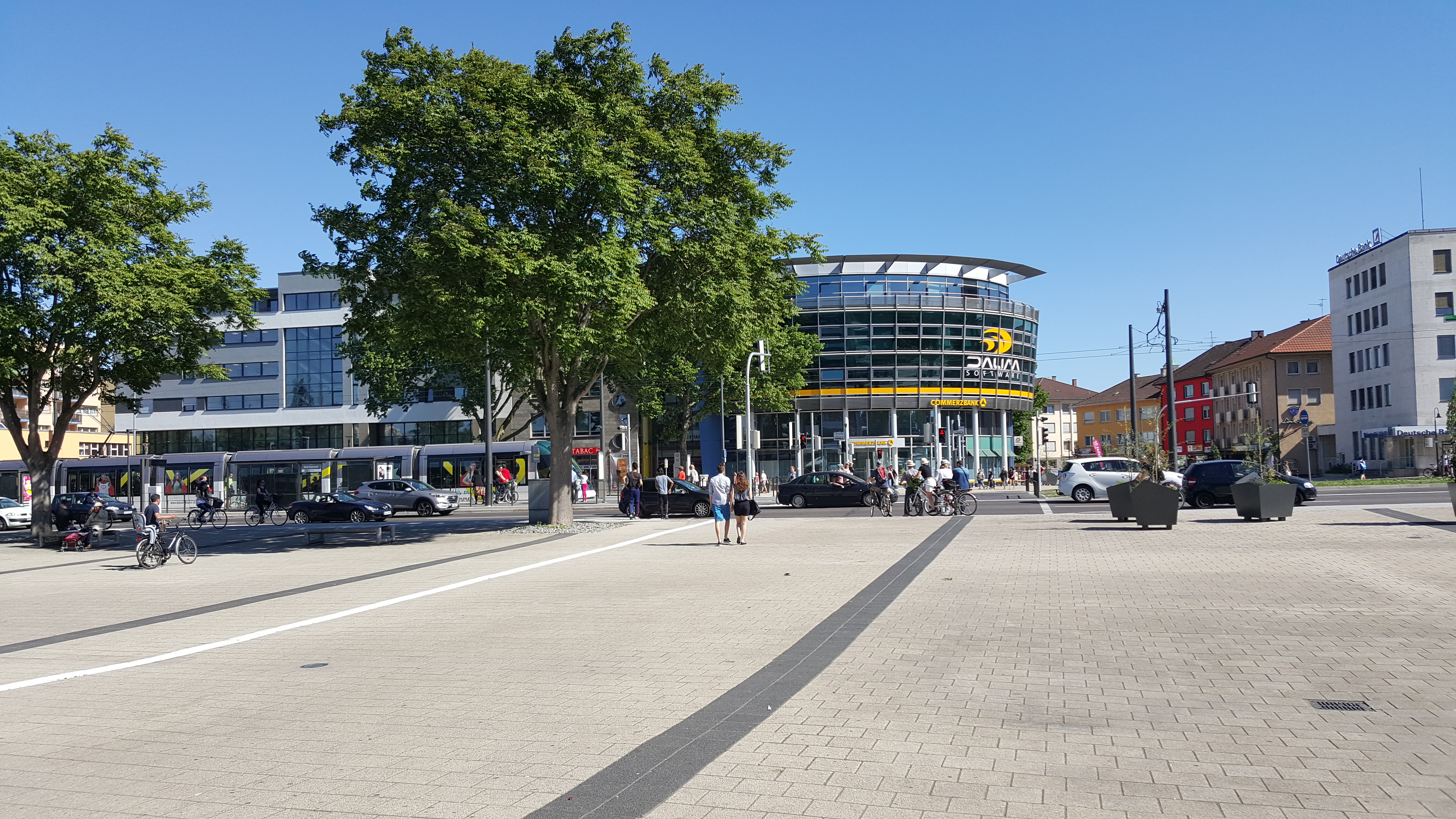
Bahnhofsvorplatz mit Tramhaltestelle, aus Blickrichtung des Bahnhofs

2004 erwarb der private Investor Jürgen Grossmann die Immobilien des Kehler Bahnhofs von der Deutschen Bahn und sanierte die Anwesen zur Nutzung für Ämter, Gewerbe und Hotels. Parallel dazu wurden durch die Stadt Kehl große Umbaumaßnahmen des Bahnhofsvorplatzes (mit der Schaffung des so genannten „Ortenauplatzes“) und einen weiten Teil der B 28 bis zur Europabrücke durchgeführt. Gegenüber dem Bahnhof wurde im selben Jahr außerdem ein mehrstöckiges Gebäude erworben und zu einem Drei-Sterne-Hotel umgebaut.
2008 gaben die Städte Straßburg und Kehl eine Machbarkeitsstudie in Auftrag, die eine Verlängerung der Straßenbahn Straßburg von ihrem damaligen Endpunkt Aristide Briand bis nach Kehl beinhaltete. Ende 2009 wurde ein Vertrag für eine Entwurfsplanung unterschrieben. Die damit geplante Verlängerung der Tramlinie D soll den Straßenverkehr (35.000 Fahrzeuge/Tag) und den Linienbusverkehr (220.000 Fahrgäste/Jahr) zwischen den beiden Städten verringern. Dazu war eine vierte Rheinbrücke bei Kehl erforderlich, deren Bau 2014 begann. Mit einem großen Eröffnungsfest am letzten April-Wochenende 2017 wurde die Straßenbahn feierlich eröffnet. Ende November 2018 erfolgte die Weiterführung der Straßenbahn über die Hochschule bis zum Rathaus Kehl.

## Verkehr

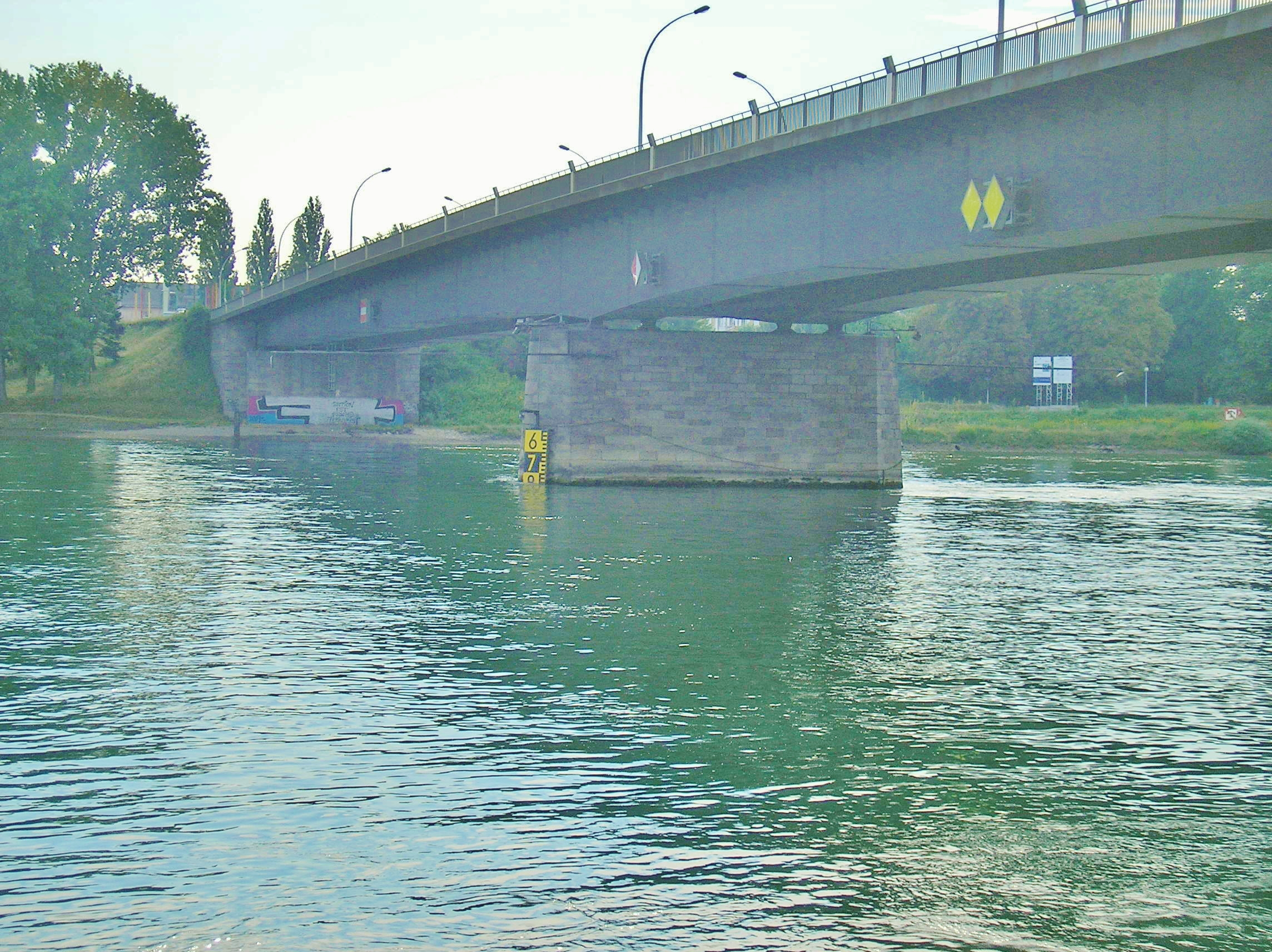
Europabrücke

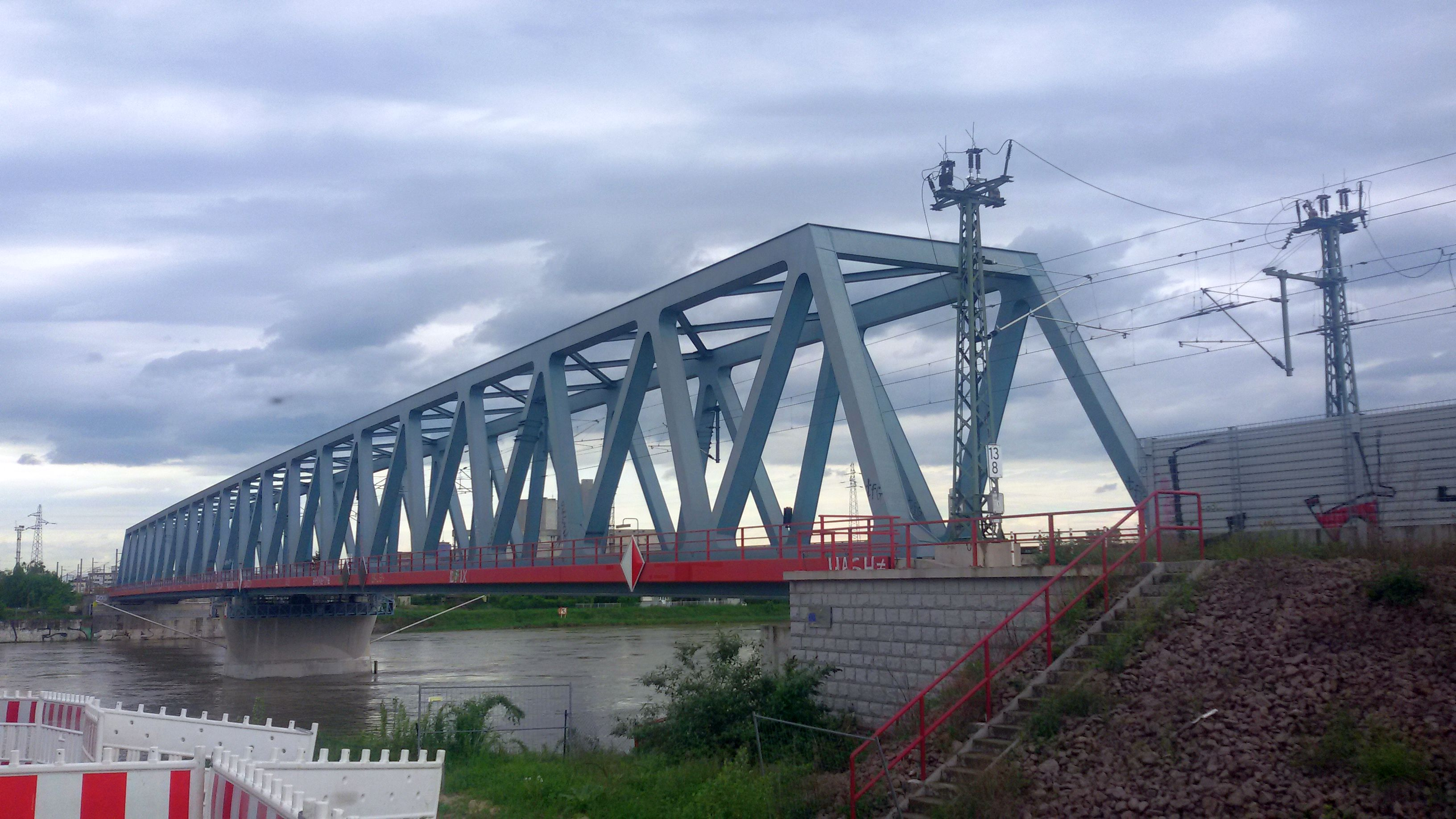
Eisenbahnbrücke

Auf Grund der Grenzlage verzeichnet Kehl ein hohes Verkehrsaufkommen. Der Kehler Bahnhof ist Knotenpunkt zwischen der SWEG, dem Metro-Rhin der französischen Eisenbahngesellschaft SNCF, der Straßenbahnlinie D sowie mehreren regionalen Buslinien.
In allen hier verkehrenden Zügen und Bussen gelten die Tarife des Tarifverbundes Ortenau (TGO) sowie der Compagnie des transports strasbourgeois (CTS).

### Eisenbahn
Der Bahnhof Kehl liegt auf der Magistrale für Europa, einer Hochgeschwindigkeitsstrecke, welche von Paris über Straßburg, Stuttgart, München und Wien nach Budapest führt.

#### Fernverkehr
Während früher EuroCitys und Intercitys in Kehl hielten, wurde der Bahnhof Ende 2013 letztmals im Fernverkehr bedient, nachdem mit Einführung des Schengenraumes die Funktion als Grenzbahnhof weitgehend auf innerbetriebliche Aspekte beschränkt worden war.
Die letzte Fahrt am 14. Dezember 2009 war auch für den Orient-Express der letzte Halt am Kehler Bahnhof.
Anschlüsse an ICE und TGV sowie den Fernverkehr allgemein gibt es heute in Offenburg und Straßburg.

#### Nahverkehr
Der Bahnhof Kehl ist heute Haltepunkt für die SWEG, die Richtung Straßburg und in umgekehrter Fahrtrichtung nach Offenburg fährt, sowie den Metro-Rhin der französischen Eisenbahngesellschaft SNCF, welcher auf derselben Relation verkehrt. Der Regionalverkehr von TER Grand Est sowie DB Regio Baden-Württemberg kann in Straßburg oder Appenweier erreicht werden.
| Linie | Zuglauf                                          | Takt                                    |
| ----- | ------------------------------------------------ | --------------------------------------- |
| SWEG  | Offenburg – Appenweier – Kork – Kehl – Straßburg | 60-Minuten-Takt, teilw. 30-Minuten-Takt |

### Straßenbahn

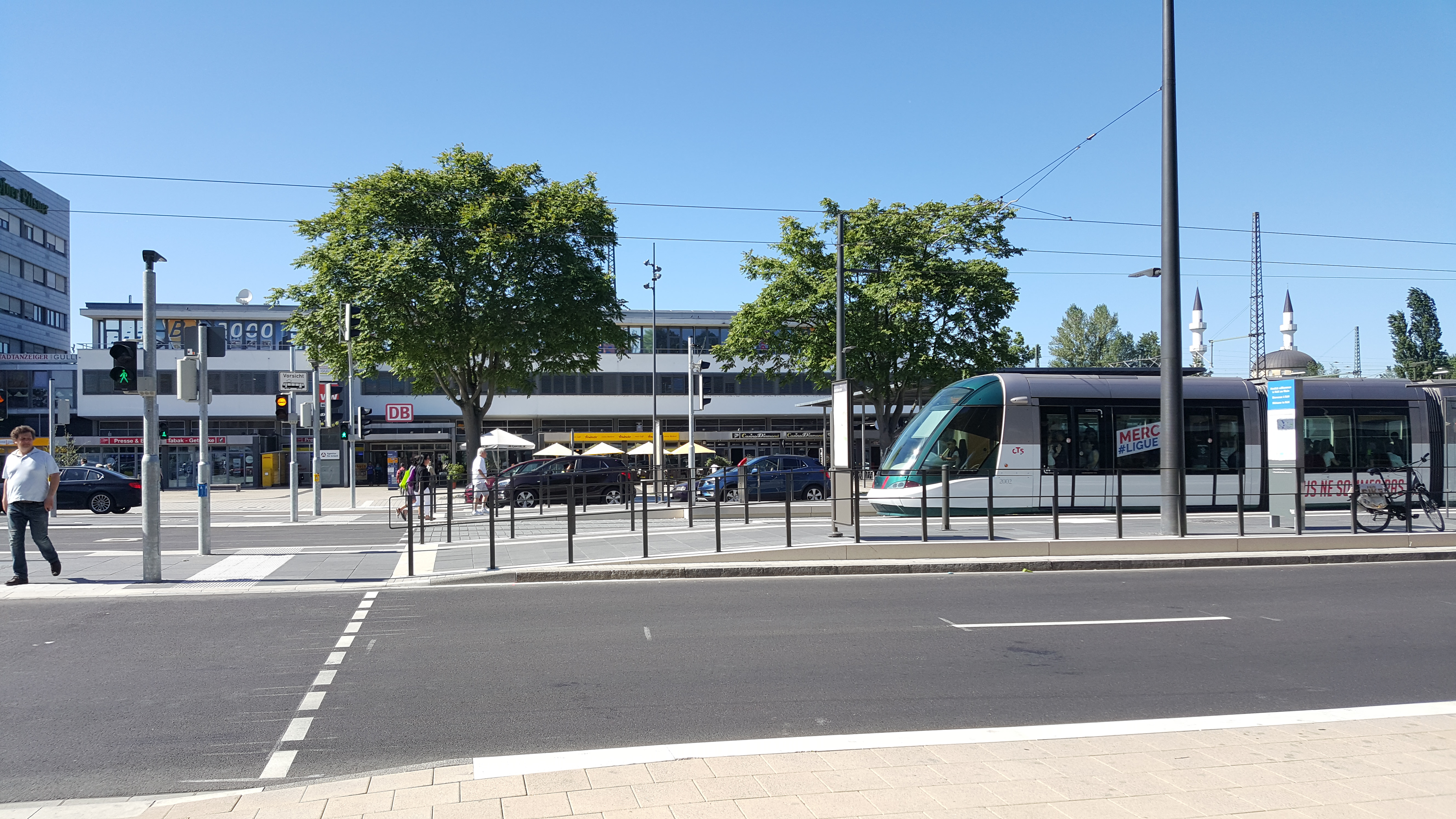
Tramhaltestelle „Bahnhof Kehl“ vor dem Bahnhof

Am 29. April 2017 wurde die Verlängerung der Linie D der Straßenbahn Straßburg über die neue Rheinbrücke eröffnet. Sie erhielt eine Haltestelle am Kehler Bahnhof. Seit dem 23. November 2018 ist die Weiterführung über die Hochschule bis zum Rathaus Kehl in Betrieb.
Die Freifahrt mit dem deutschen Schwerbehindertenausweis ist auf das badische Rheinufer beschränkt. Selbiges gilt auch für das Baden-Württemberg-Ticket.
Die Bahnen der Tramlinie D sind zwischen 5 Uhr morgens und 1 Uhr nachts im 12- bis 15-Minuten-Takt (zur Hauptverkehrszeit) bzw. im 20-Minuten-Takt (Nebenverkehrszeit) in Betrieb. Die Linie D durchquert nach Rheinquerung das Straßburger Stadtgebiet in Ost-West-Richtung und erreicht dabei unter anderem den zentralen Linienknotenpunkt Homme de Fer sowie den dortigen Hauptbahnhof.

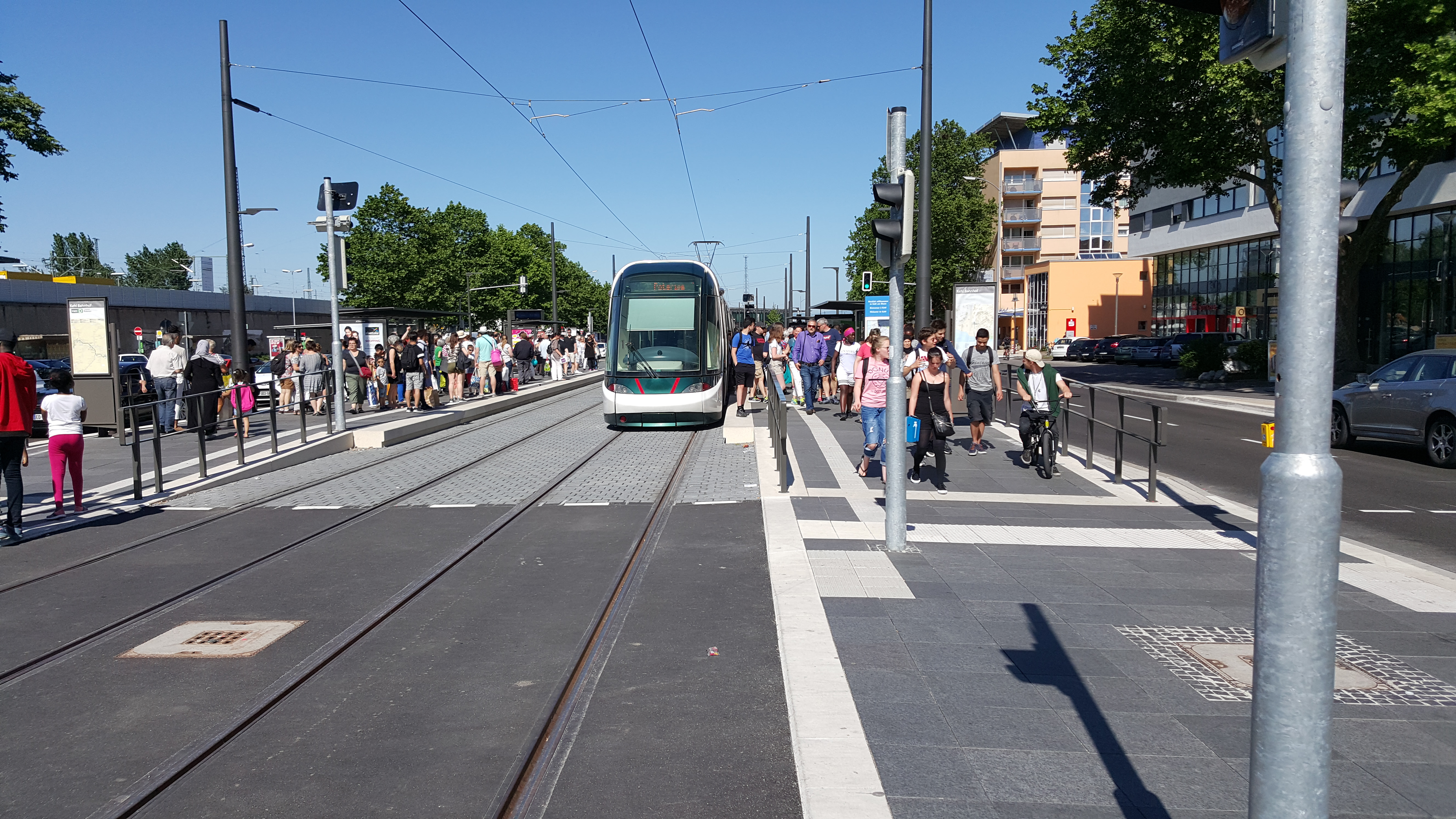
Tramhaltestelle am Bahnhof Kehl

| Linie | Linienverlauf | Takt                                               |
| ----- | --- | -------------------------------------------------- |
| D     | Poteries – Dante – Rotonde – Gare Centrale (Straßburg Hbf) – Ancienne Synagogue/Les Halles – Homme de Fer – Langstross/Grand’Rue – Étoile Bourse – Étoile Polygone – Landsberg – Aristide Briand – Port du Rhin – Kehl Bahnhof – Hochschule/Läger – Kehl Rathaus | 8- bis 15-Minuten-Takt (HVZ) 20-Minuten-Takt (NVZ) |

### Bus
Den öffentlichen Personennahverkehr (ÖPNV) auf der Straße bedienen mehrere Buslinien der SWEG, des DB-Tochterunternehmens Südwestbus sowie der Stadtwerke Straßburg (CTS).

#### Regionalbusse
Direkte Busverbindungen bestehen unter anderem nach Rheinau, Offenburg, Lahr/Schwarzwald und Willstätt.
Im Zuge der Erweiterung der Tramlinie D ließ die Stadt Kehl von einem Verkehrsplanungsbüro ein Mobilitätskonzept in verschiedenen Varianten erstellen. Hauptpunkte dieses Konzeptes waren die Schaffung eines Knotenpunktes für den Busverkehr (ausgenommen Fernbusse) am Rathaus Kehl, nahe der Endstation der Tram. Dort treffen sich die Buslinien im 30-minütigen Takt. Dabei wurden auch neue Stadtlinien geschaffen, die durch den ÖPNV nicht oder aus Sicht der Stadt unzureichend erschlossene Stadtteile an das Busnetz anbinden. Die offizielle Einweihung des Knotenpunktes fand zwei Wochen nach der Straßenbahnverlängerung zum Kehler Rathaus am 8. und 9. Dezember 2018 mit einem Bürgerfest statt.
Nach der Eröffnung der Tramlinie wurde die bisherige Buslinie 21, die Kehl und Straßburg miteinander verband und deren Aufgabe die neue Tramlinie übernommen hat, eingestellt.

#### Fernbusse
Nach der Jahrtausendwende entwickelte sich der Busbahnhof am Bahnhof Kehl zum neuen Drehkreuz für den überregionalen und internationalen ÖPV. In Kehl kreuzen sich die Linien 010 (Freiburg – Saarbrücken) und 011 (Konstanz – Dortmund) von Flixbus. Das Unternehmen DeinBus bietet Verbindungen nach Südbaden (Freiburg, Europa-Park), nach Trier und nach Nordbaden (Mannheim, Heidelberg) an. Durch Eurolines bestehen Direktverbindungen nach Frankreich, Spanien und Polen.